# Alexandre Joaquim de Sequeira Lopes Júnior
Alexandre Joaquim de Sequeira Lopes Júnior (Lisboa ), mais conhecido por Lopes Júnior, foi um gravador e litógrafo português, activo em meados do século XIX. Teve oficina própria em Lisboa.